# Cambra de Comerç de Tàrrega
La Cambra de Comerç de Tàrrega és una institució de Tàrrega (Urgell) ubicada a la Plaça Major, num. 4, a l'edifici de Cal Casals.
La Cambra de Comerç i Indústria de Tàrrega fou impulsada l'any 1906 per Francesc Pera amb el precedent regional de la Cambra de Comerç i Indústria de Lleida. Esdevingué una institució fonamental en la configuració de la Tàrrega de la primera meitat del segle XX junt amb les diferents entitats associatives que anirien vertebrant l'esbarjo burgès dins de l'òrbita del catalanisme. És des d'aquesta entitat, de la qual Pera n'és el primer president, que s'impulsa l'establiment d'una sucursal -la segona de la demarcació provincial -de la Caixa d'Estalvis a Tàrrega, l'any 1910.